# 久保田義章
久保田 義章（くぼた よしあき、1997年10月5日 - ）は、日本の男子プロバスケットボール選手である。ポジションはポイントガード。B.LEAGUEのシーホース三河所属。

## 来歴
福岡県出身。
折尾愛真高校から九州共立大に進み、2020年1月に京都ハンナリーズと特別指定選手契約。
卒業後、京都ハンナリーズとプロ契約。
2022年5月、自由交渉選手リストへ公示。しかし、6月に再契約。
2023年6月14日、シーホース三河へ移籍。